# قلعه کوکورا
قلعه کوکورا (به ژاپنی: 小倉城, Kokura-jō) یک قلعه ژاپنی است که در کیتاکیوشو، فوکوئوکا در ژاپن قرار دارد این قلعه در سال ۱۵۶۹ توسط خاندان موری ساخته شد و توسط هوسوکاوا تادائوکی در سال ۱۶۰۲ بازسازی شده است.

## تاریخچه
ساخت قلعه کوکورا در سال ۱۶۰۲ آغاز شد و در سال ۱۶۰۸ به پایان رسید. این قلعه بین سال‌های ۱۶۳۲ تا ۱۸۶۰ متعلق به خاندان اوگاساوارا (از هاریما) بود.
این قلعه در سال ۱۸۳۷ در آتش سوخت و بخش‌هایی از آن در سال ۱۸۳۹ بازسازی شد.
در پایان دوره ادو، کوکورا به اولین پایگاه حمله به قلمرو چوشو تبدیل شد و در حالی که خاندان‌های کوکورا و کوماموتو شجاعانه می‌جنگیدند، سربازان سایر خاندان‌های کیوشو هیچ اراده‌ای برای جنگیدن نداشتند و در سال ۱۸۶۶ مجبور شدند قلعه کوکورا را آتش بزنند و از خط مقدم عقب‌نشینی کنند. در طول جنگ سینان در سال ۱۸۷۷، هنگ چهاردهم پیاده‌نظام مستقر در قلعه کوکورا به فرماندهی ژنرال نوگی وارد جنگ شد. پس از آن، ستاد تیپ دوازدهم پیاده‌نظام و لشکر دوازدهم پیاده‌نظام در این قلعه قرار گرفتند. پس از جنگ اقیانوس آرام، قلعه توسط ایالات متحده تصرف شد، اما در سال ۱۹۵۷ آزاد شد و برج قلعه به دلیل تمایل شدید شهروندان در سال ۱۹۵۹ بازسازی شد.
- در سال ۱۸۶۶ (کیئو ۲)، در طول دومین لشکرکشی چوشو، در جریان نبردی بین قلمرو کوکورا و قلمرو چوشو، قلمرو کوکورا در مواجهه با تهاجم قلمرو چوشو تصمیم به عقب‌نشینی از قلعه کوکورا گرفت. در ۱ اوت همان سال، قلمرو کوکورا قلعه کوکورا را به آتش کشید و آن را سوزاند و ارباب جوان قلمرو به قلمرو کوماموتو فرلر مرذ. رئیس قلمرو، از جمله رئیس محافظان، فرماندهی را در کاهوران به دست گرفت.
- در سال ۱۸۶۷ (کیئو ۳)، صلح بین قلمرو چوشو و قلمرو کوکورا برقرار شد. با این حال، از آنجایی که ناحیه کیکیو، از جمله قلعه کوکورا، تحت قیمومیت قلمرو چوشو قرار گرفت و همچنان اشغال شد، دفتر حوزه همچنان در کاهوران قرار داشت و بسیاری از چایخانه‌ها (محل اقامت ارباب در طول سفرهایاو) و خانه‌های دیگر مردم شهر در مناطق اطراف در آنجا اجاره و برپا شدند (بعدها، در سال ۱۸۷۰ (مِیجی ۲)، دفتر حوزه تأسیس و به تویوتسو (شهر میاکو امروزی) در ناحیه کیوتو منتقل شد).

موری اوگای در آغاز قرن بیستم، زمانی که قلعه یک پایگاه نظامی بود، در این قلعه مستقر بود.
دژ دفاعی در سال ۱۹۵۹ بازسازی شد و قلعه در سال ۱۹۹۰ به‌طور کامل مرمت شد. موزه یادبود ماتسوموتو سیچو و باغ قلعه در سال ۱۹۹۸ افتتاح شدند.